# Viva Style

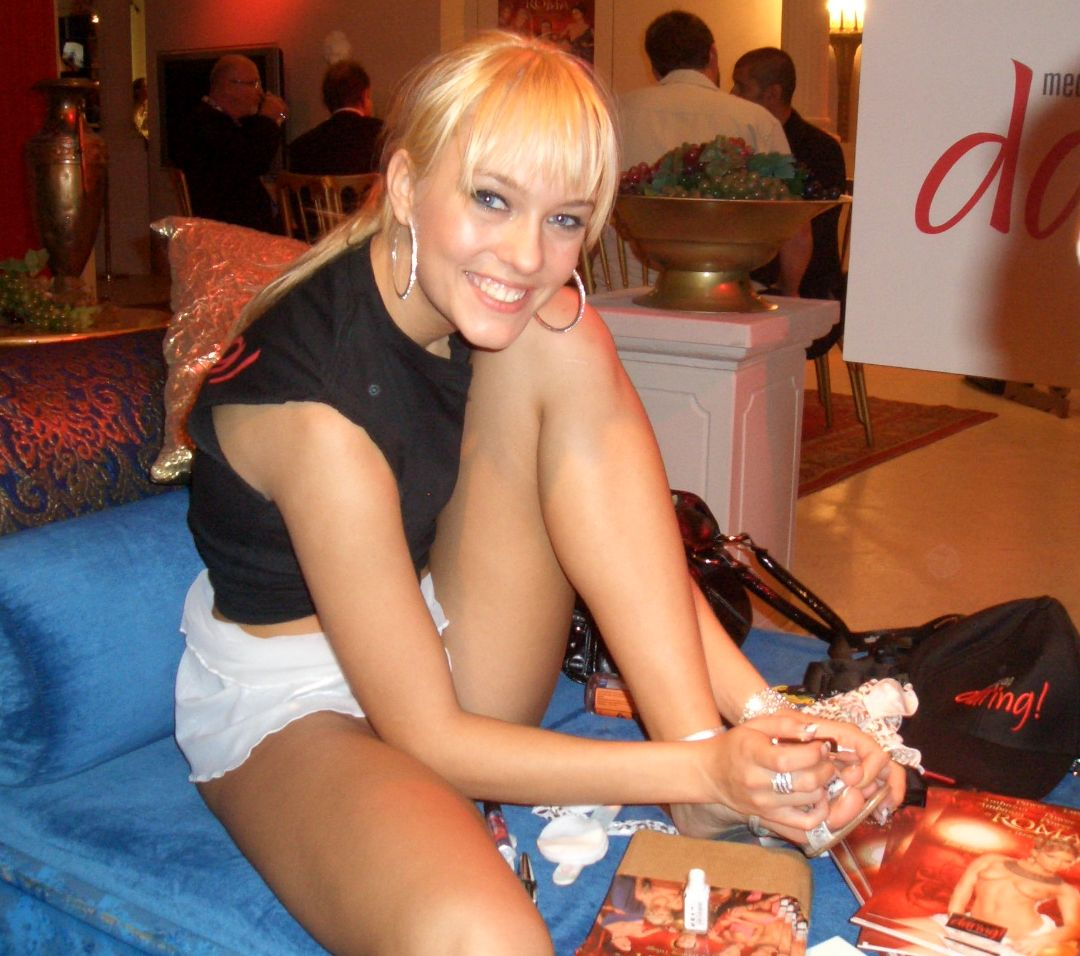
Diễn viên Blue Angel đang sơn móng chân

Viva Style với nghệ danh Blue Angel hay thiên thần xanh (sinh ngày 21 tháng 6 năm 1988) là một nữ diễn viên phim khiêu dâm người Hungary.

## Tiểu sử
Sinh ra ở Hungary vào ngày 21 tháng 6 năm 1988, cô bắt đầu sự nghiệp của mình trong bộ "phim người lớn" trong năm 2007 lúc này cô chỉ mới 19 tuổi. Kể từ đó cô đã xuất hiện trong những cảnh quay nóng bỏng khêu gợi, liên quan đến tình dục hậu môn, ATM, đồng tính nữ... với ngoại hình hấp dẫn (cao 1m70, năm 52 kg), da trắng, tóc vàng, mắt xanh cũng góp phần là nên sức cuốn hút của cô trong những bộ phim cô tham gia.

## Giải thưởng
- Năm 2009: 2009 AVN Award nominee – Giải thưởng cho cảnh quay xuất sắc trong bộ phim được sản xuất ở nước ngoài
- Năm 2009: 2009 AVN Award nominee – Giải thưởng cho diễn viên nước ngoài xuất sắc trong năm
- Năm 2010: AVN Award nominee - Cô tiếp tục đạt giải thưởng cho cảnh quay xuất sắc
- Năm 2010: 2010 AVN Award nominee – Giải thưởng cho nữ diễn viên khiêu dâm nước ngoài xuất sắc của năm
- Năm 2011: 2011 AVN Award nominee – Giải thưởng cho nữ diễn viên khiêu dâm nước ngoài xuất sắc của năm